# Ferrovie Meitetsu
Le Ferrovie di Nagoya (名古屋鉄道株式会社?, Nagoya Tetsudō Kabushiki-gaisha), spesso abbreviate col nome di Ferrovie Meitetsu (名鉄?, Meitetsu), sono una compagnia di trasporto ferroviario giapponese che gestisce una fitta rete di linee ferroviarie regionali nell'area di Nagoya nella prefettura di Aichi e in parte in quella di Gifu. Oltre ai servizi ferroviari, Meitetsu possiede diverse società di trasporti automobilistici.

## Storia
La società venne fondata nel 1921, ma acquisì progressivamente diverse linee appartenenti a diversi operatori durante il periodo prebellico e quello immediatamente successivo. Ad esempio la linea Kōwa sulla penisola di Chita venne acquisita il 1º febbraio 1943 dalla Ferrovia di Chita, e la linea Mikawa dalla Ferrovia Mikawa. La compagnia che divenne le attuali Ferrovie di Nagoya fu invece l'Ippovia Aichi fondata nel 1894.
La società possiede anche un museo, chiamato Meiji Mura.
Al 31 marzo 2010 le Ferrovie di Nagoya possiedono una rete di 444,2 km, terza nel paese dopo la rete JR, Kintetsu e Tōbu, con 275 stazioni e 1090 carrozze.

## Linee ferroviarie
La rete consta in 444,2 km di rete elettrificata a scartamento ridotto (1067 mm) la cui spina dorsale è la linea principale Nagoya.
| Direzione       | Nome                | Giapponese | Capilinea                              | Lunghezza |
| --------------- | ------------------- | ---------- | -------------------------------------- | --------- |
| Principale      | ■ Linea Nagoya      | 名古屋本線 | Toyohashi - Meitetsu-Gifu              | 99,8      |
| Gifu ovest      | ■ Hashima           | 羽島線     | Shin Hashima - Egira                   | 1,3       |
| Gifu ovest      | ■ Takehana          | 竹鼻線     | Kasamatsu - Egira                      | 10,3      |
| Gifu ovest      | ■ Bisai             | 尾西線     | Yatomi - Tamanoi                       | 30,9      |
| Gifu ovest      | ■ Tsushima          | 津島線     | Sukaguchi - Tsushima                   | 11,8      |
| Gifu est        | ■ Kakamigahara      | 各務原線   | Meitetsu-Gifu - Shin-Unuma             | 17,6      |
| Gifu est        | ■ Linea Inuyama1    | 犬山線     | Giunzione Biwajima - Shin-Unuma        | 26,8      |
| Gifu est        | ■ Linea Hiromi      | 広見線     | Inuyama - Mitake                       | 22,3      |
| Toyohashi ovest | ■ Linea Chikkō      | 築港線     | Ōe - Higashi Nagoyako                  | 1,5       |
| Toyohashi ovest | ■ Linea Tokoname    | 常滑線     | Jingū-mae - Tokoname                   | 29,3      |
| Toyohashi ovest | ■ Linea Aeroporto   | 空港線     | Tokoname - Central Japan Int'l Airport | 4,2       |
| Toyohashi ovest | ■ Linea Kōwa        | 河和線     | Ōtagawa - Kōwa                         | 28,8      |
| Toyohashi ovest | ■ Nuova linea Chita | 知多新線   | Fuki - Utsumi                          | 13,9      |
| Toyohashi est   | ■ Linea Toyota1     | 豊田線     | Umetsubo - Akaike                      | 15,2      |
| Toyohashi est   | ■ Linea Mikawa      | 三河線     | Sanage - Hekinan                       | 39,8      |
| Toyohashi est   | ■ Linea Nishio      | 西尾線     | Shin Anjō - Kira Yoshida               | 24,7      |
| Toyohashi est   | ■ Linea Gamagōri    | 蒲郡線     | Kira Yoshida - Gamagōri                | 17,6      |
| Toyohashi est   | ■ Linea Toyokawa    | 豊川線     | Kō - Toyokawa-Inari                    | 7,2       |
| Independent     | ■ Linea Seto        | 瀬戸線     | Sakaemachi - Owari Seto                | 20,6      |
| Independent     | ■ Linea Komaki2     | 小牧線     | Kamiiida - Inuyama                     | 20,4      |

## Materiale rotabile

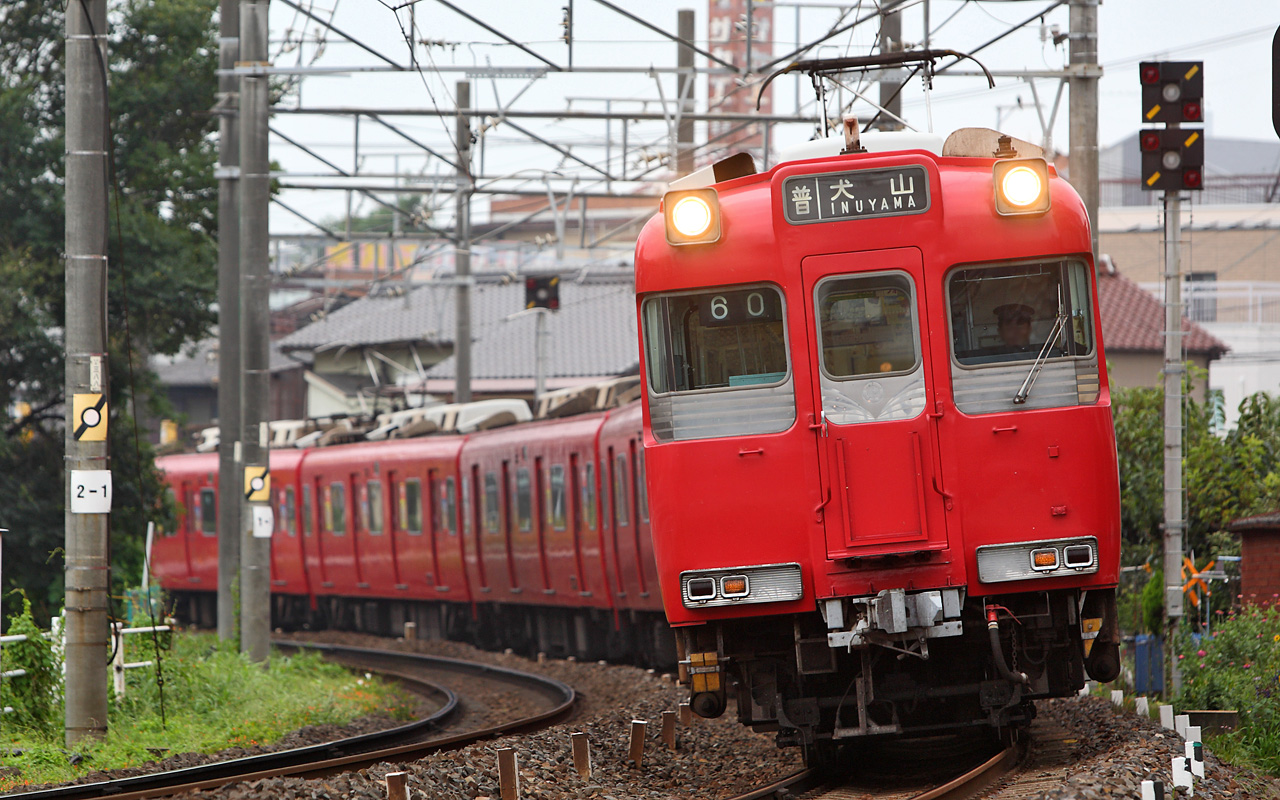
Serie 100
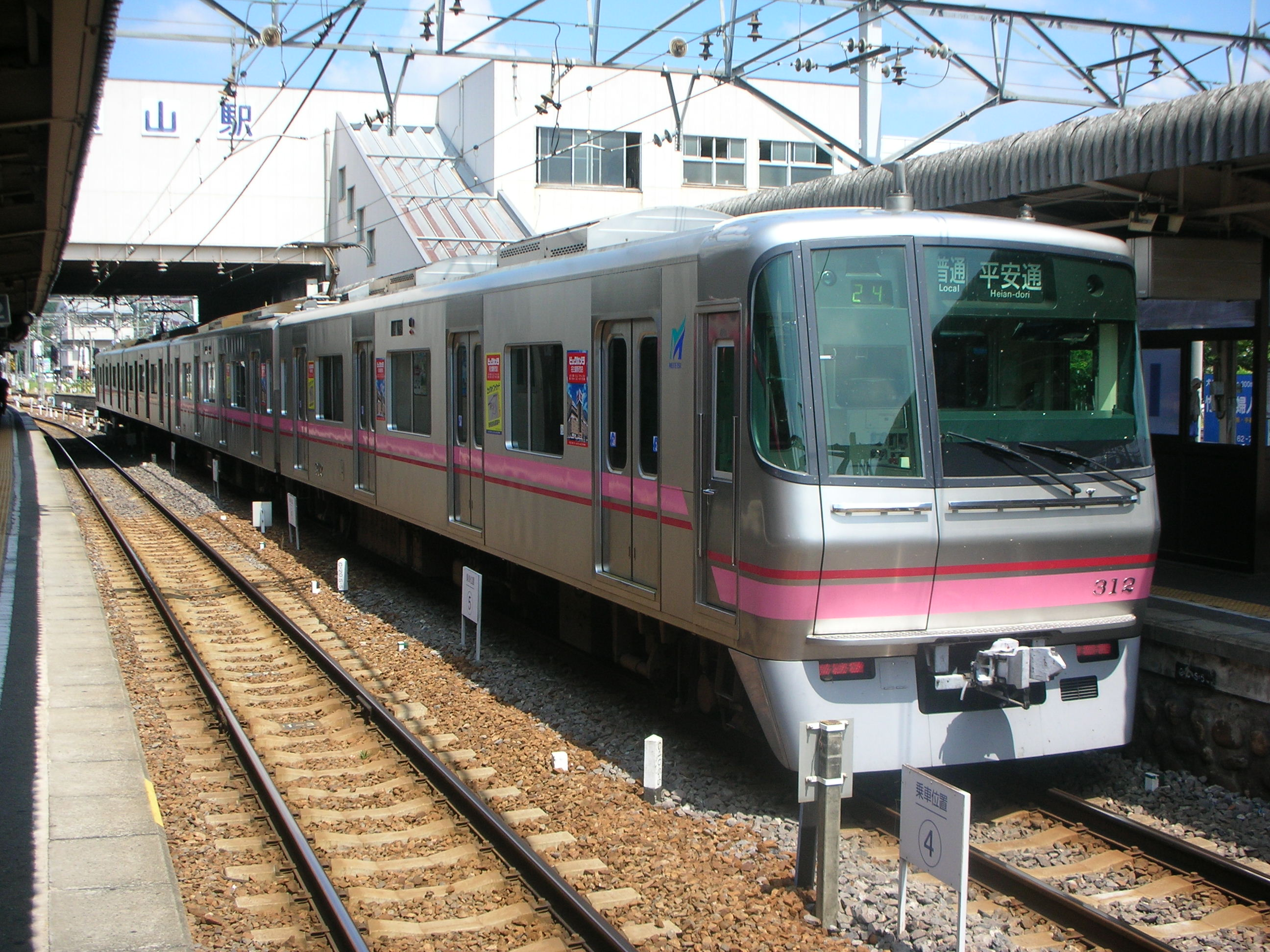
Serie 300
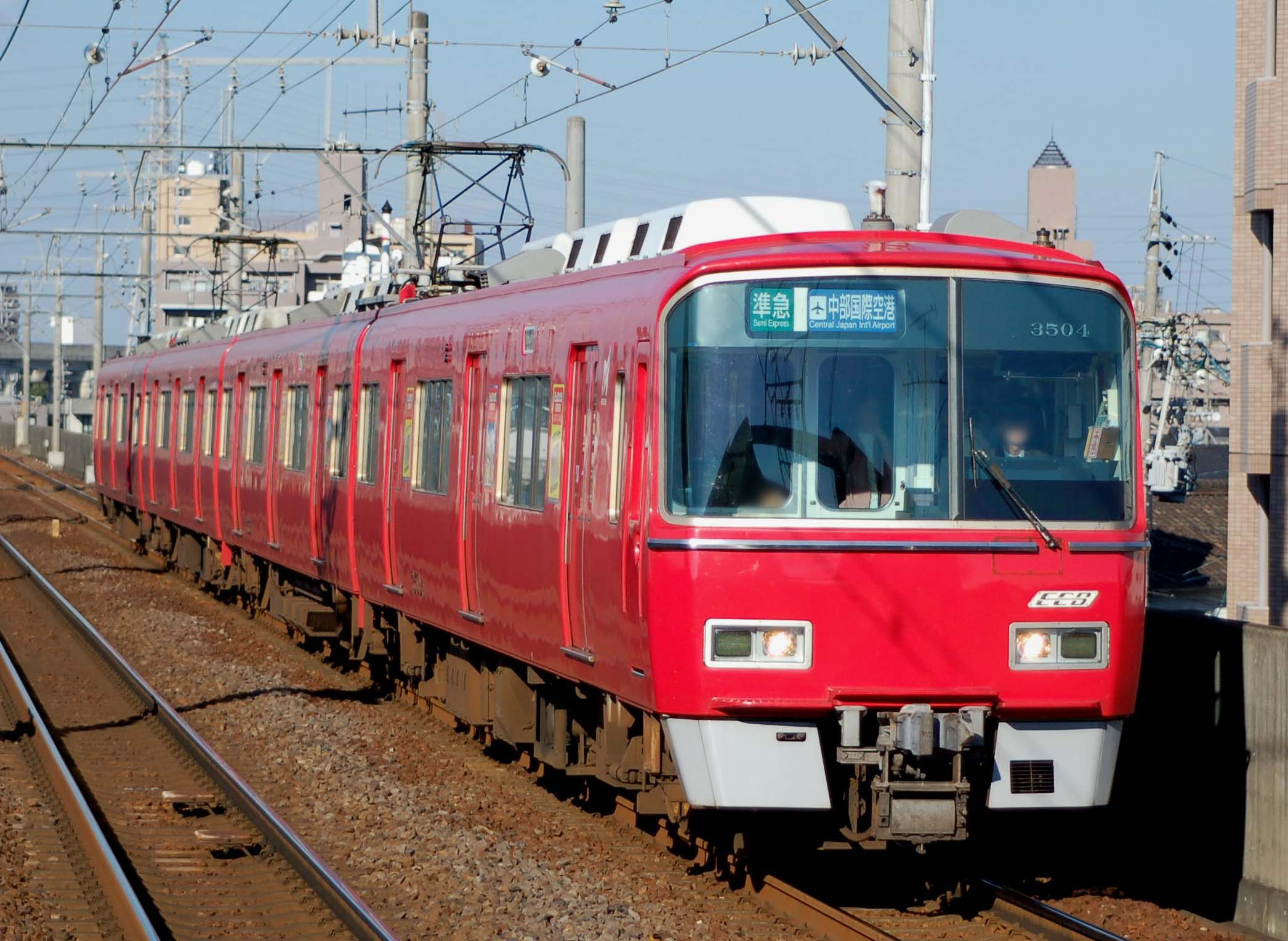
Serie 3500
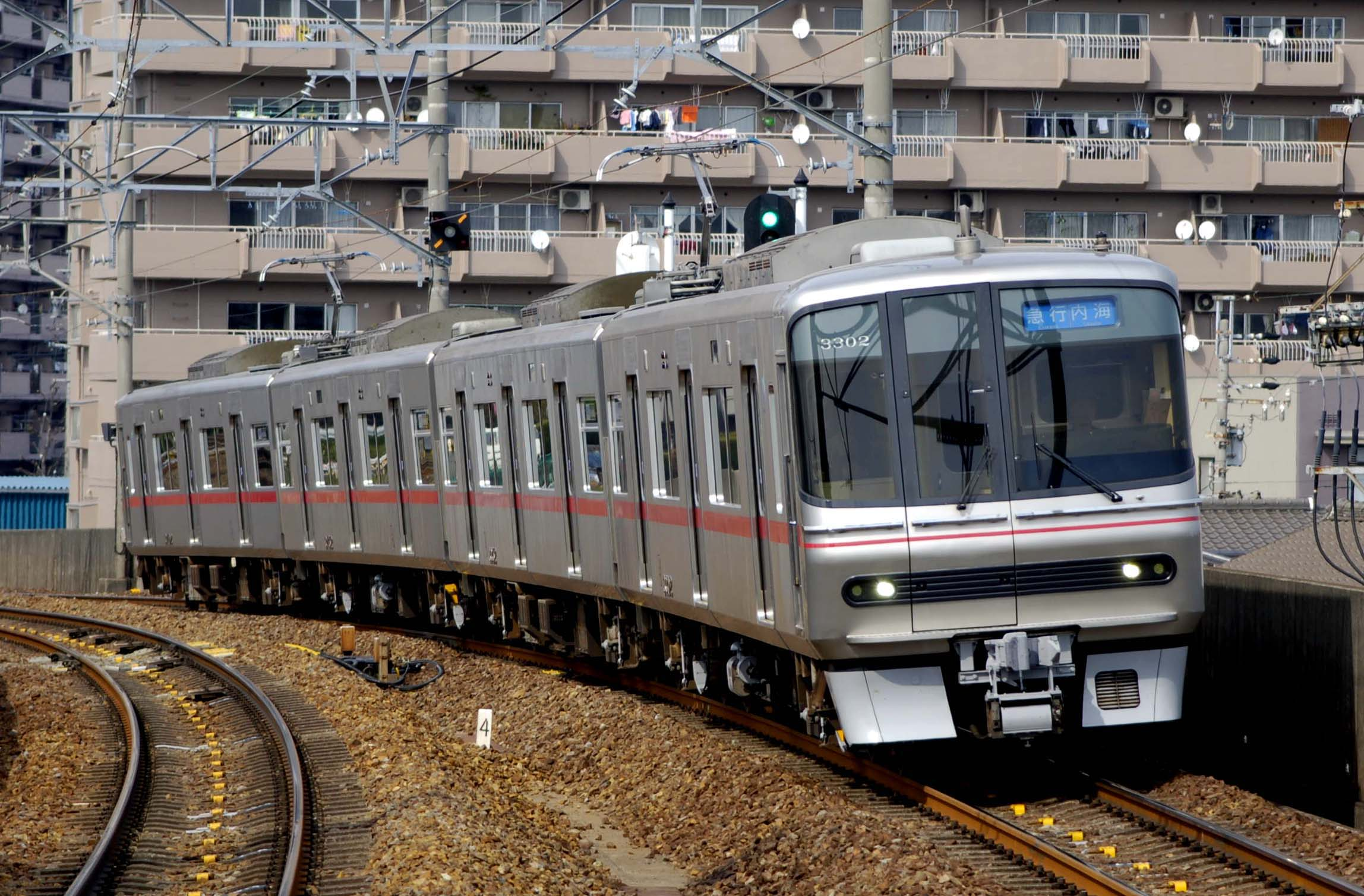
Serie 3300
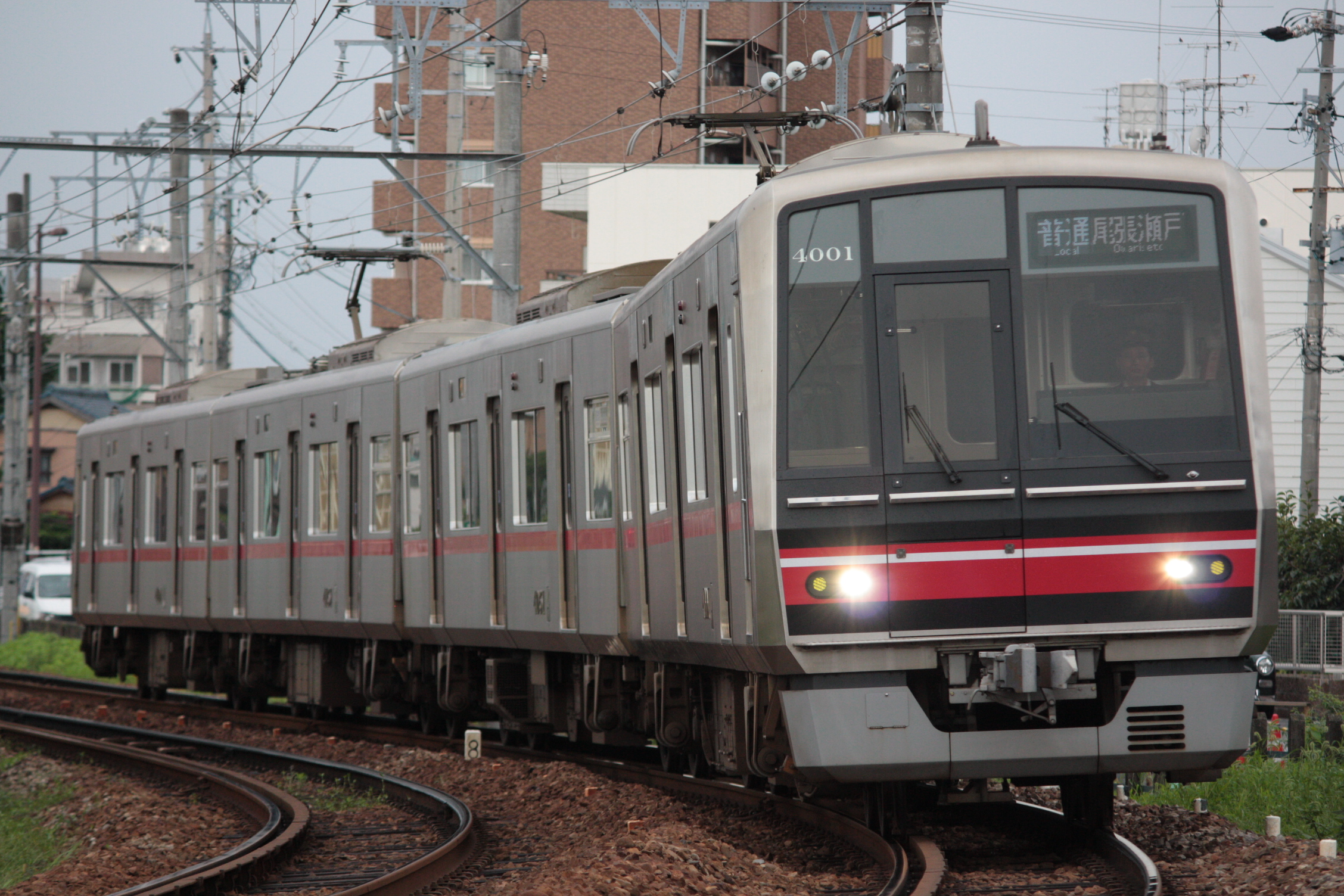
Serie 4000
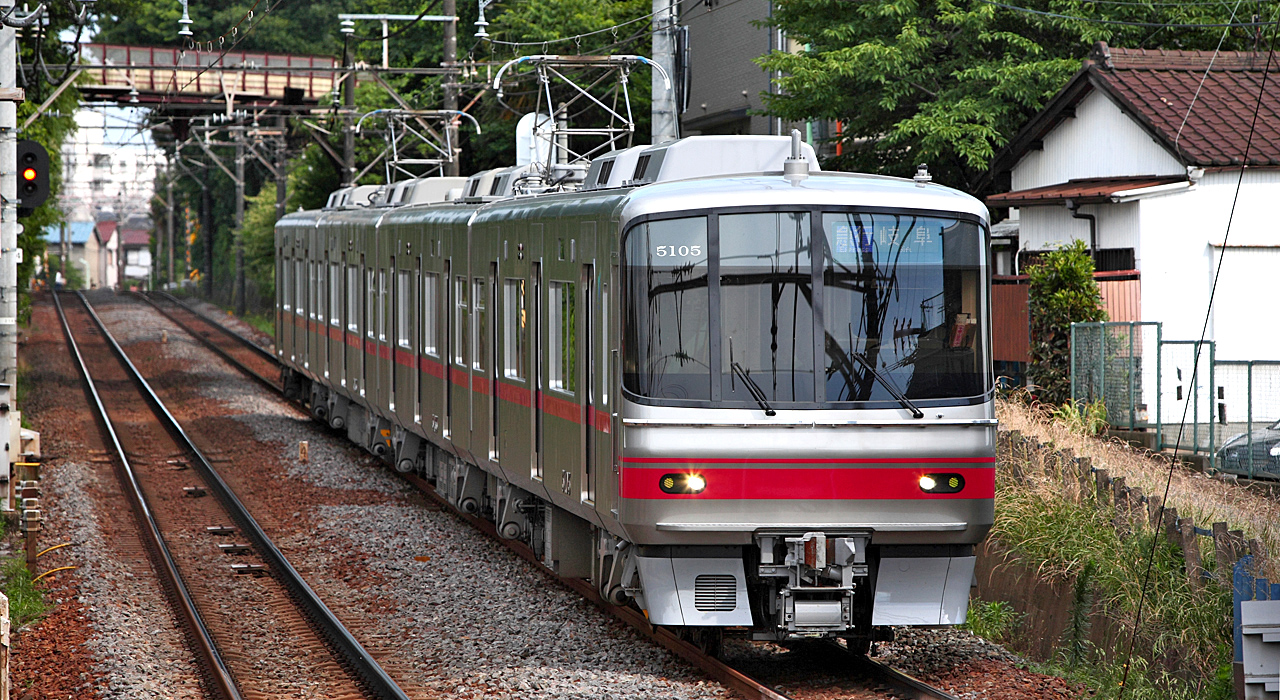
Serie 5000
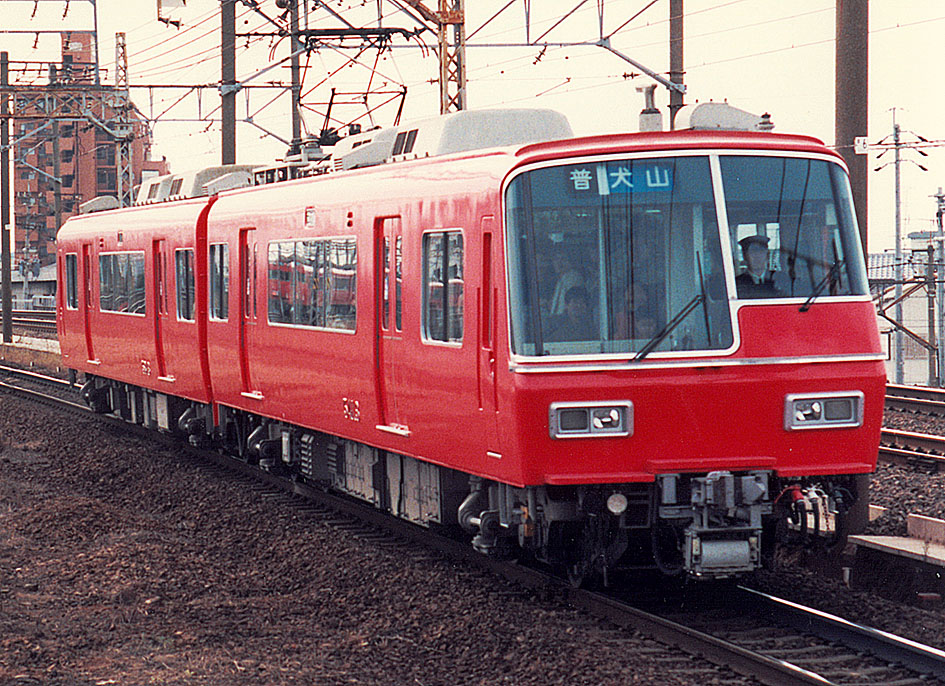
Serie 5300
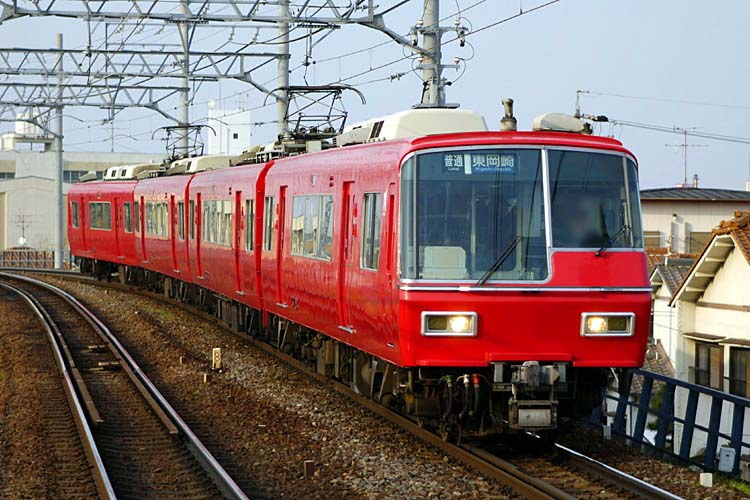
Serie 5700
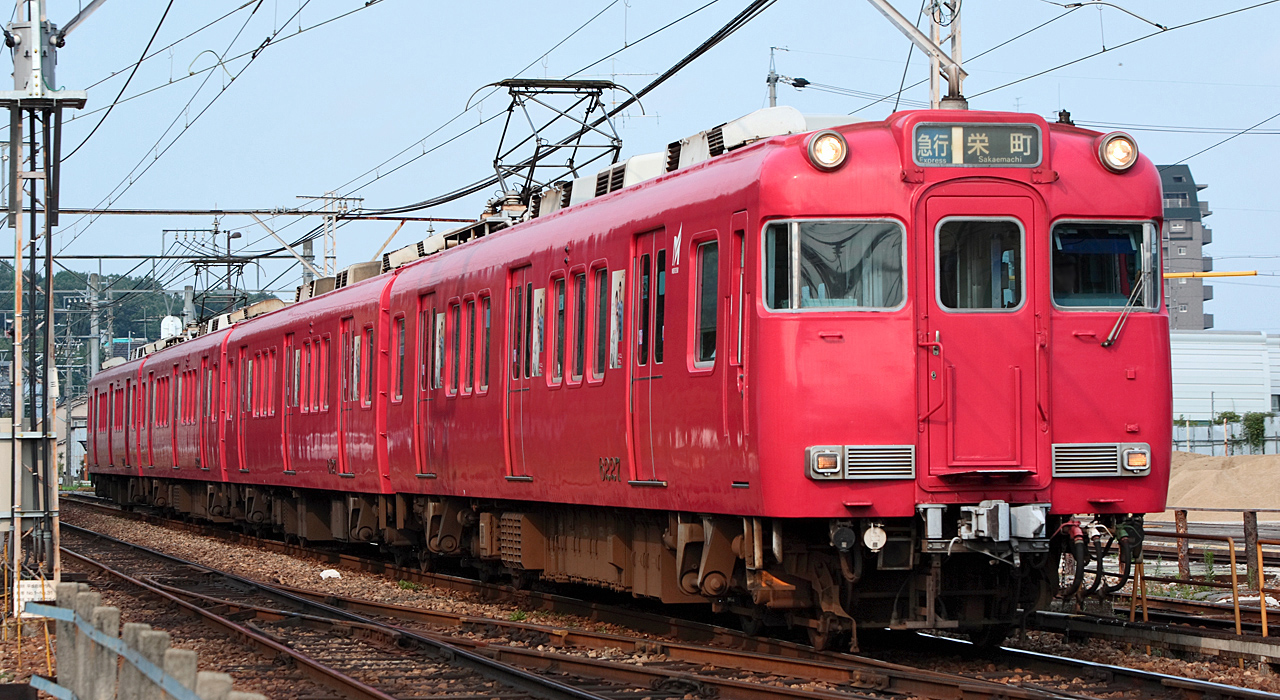
Serie 6000

Quasi tutto il materiale rotabile delle Ferrovie di Nagoya è prodotto dalla Nippon Sharyo, ad eccezione della locomotiva elettrica DeKi 600, prodotta in poche unità dalla Toshiba. La Deki 600 è una delle poche locomotive in possesso alla Meitetsu, utilizzata in alcuni servizi merci, anche se ormai non più regolari, ma saltuari.
La società è famosa per i suoi treni di colore rosso, fra cui la famosa serie 7000 "Panorama Car", che venne ritirata nel 2009 dopo quasi mezzo secolo di servizio. Negli anni recenti tuttavia al rosso si sta sostituendo sempre più spesso una livrea in acciaio, come nel caso delle Meitetsu serie 4000 e Meitetsu serie 5000, o bianca, come per le Meitetsu serie 1700 e Meitetsu serie 2000.
Qui di seguito vengono indicati i treni in uso a oggi, compresi alcuni ritirati dal servizio:
- Espressi Limitati
  - Serie 1000
  - Serie 1700
  - Serie 2000
  - Serie 2200

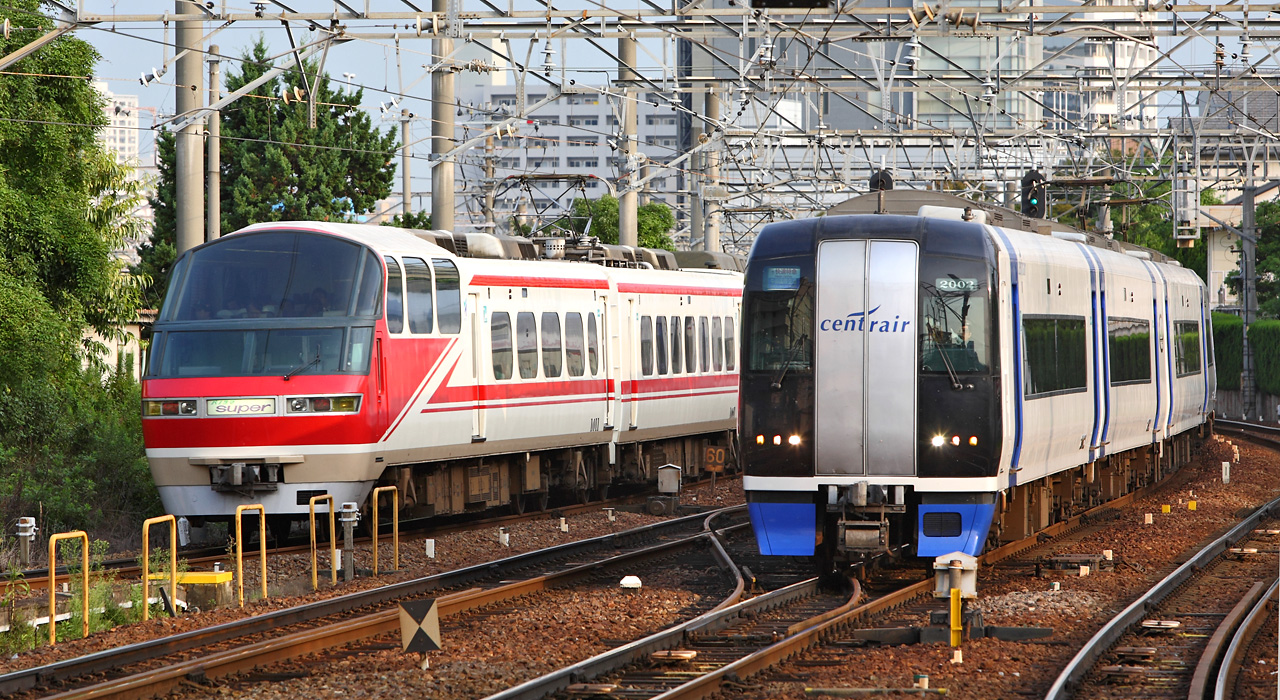
Meitetsu Panorama Super (a sinistra) & μ-Sky per l'aeroporto (destra)
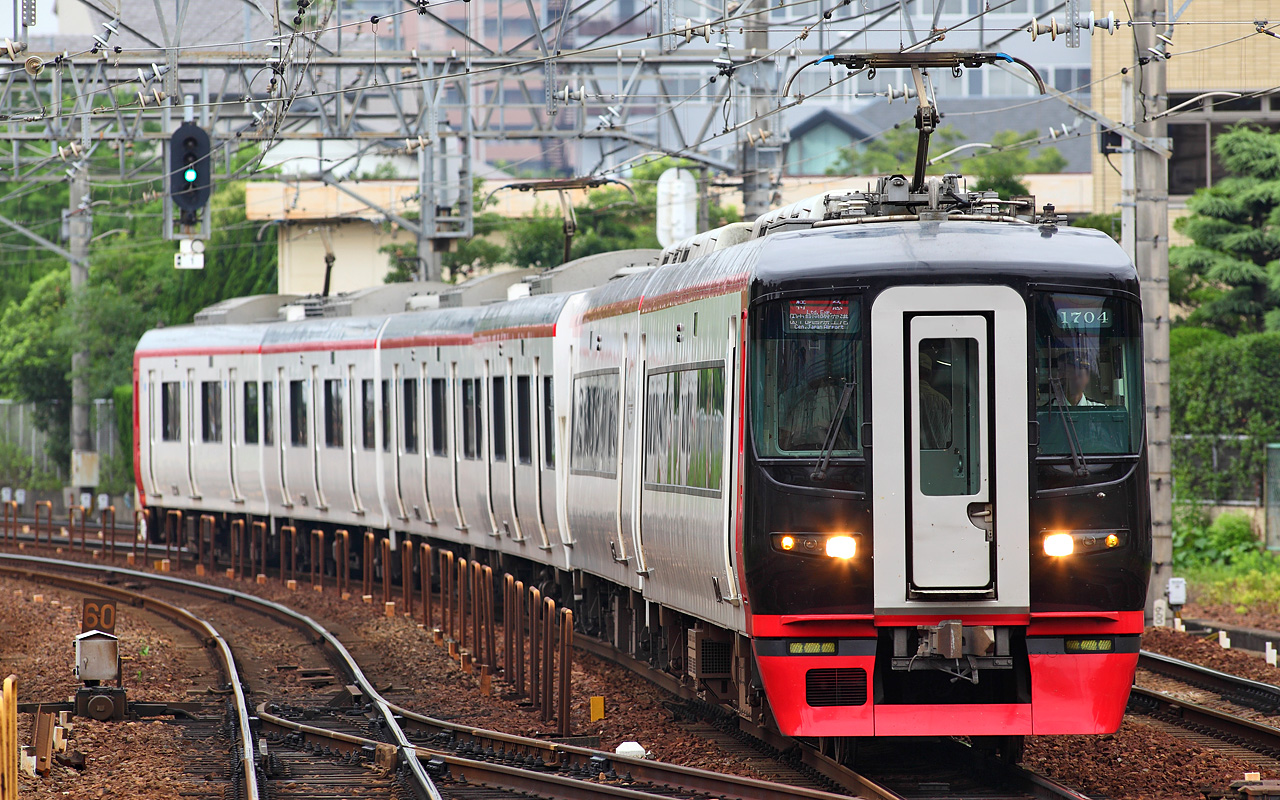
Meitetsu serie 1700
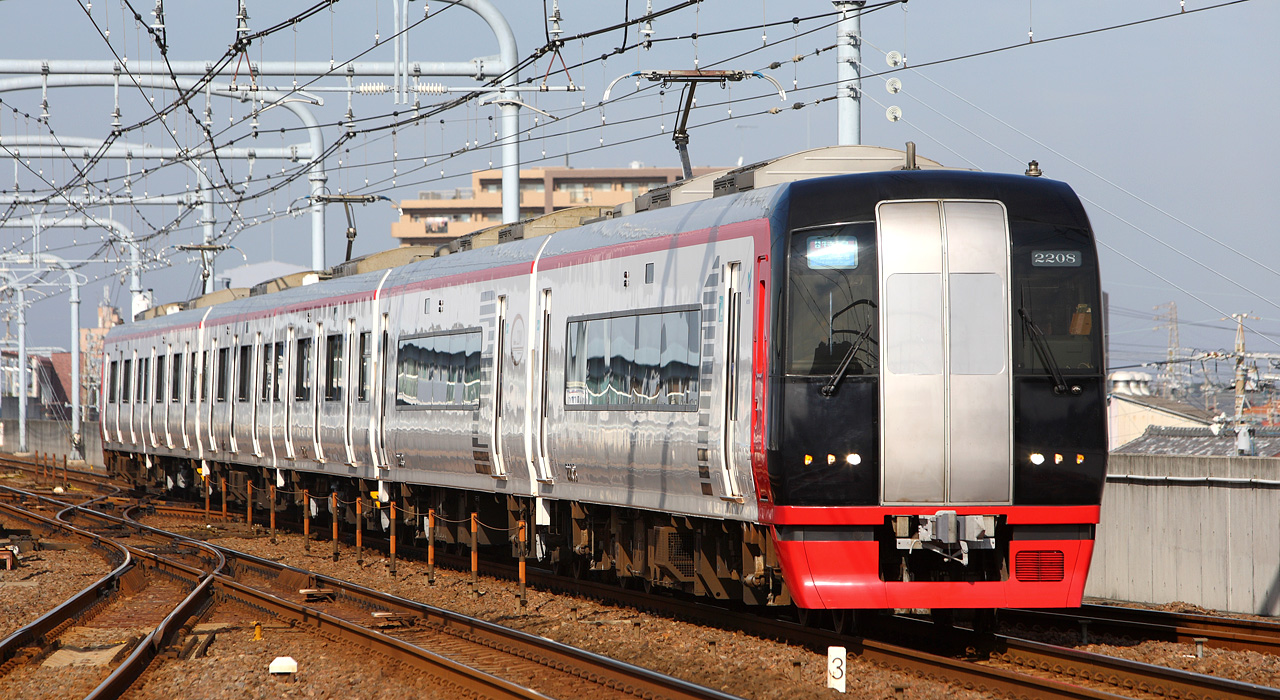
Serie 2200

- Treni pendolari
  - Serie 100/200
  - Serie 300
  - Serie 3500
  - Serie 3300
  - Serie 4000
  - Serie 5000 (2008)
  - Serie 5300
  - Serie 5700
  - Serie 6000

- Serie 100
- Serie 300
- Serie 3500
- Serie 3300
- Serie 4000
- Serie 5000
- Serie 5300
- Serie 5700
- Serie 6000

- Treni ritirati
  - Serie 1600
  - Serie 7000
  - Serie 5000 (1955)

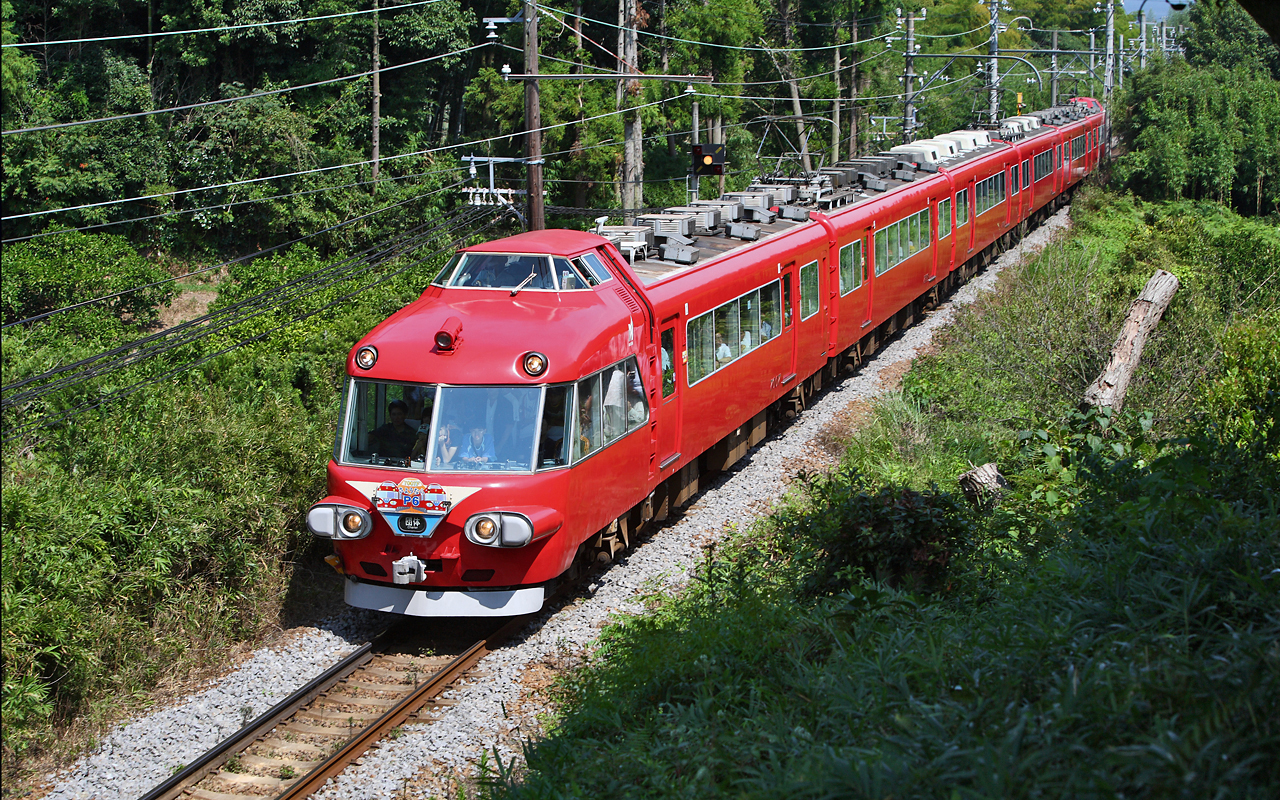
Meitetsu serie 7000 Panorama Car
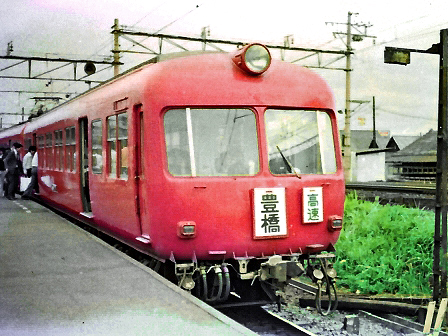
Serie 5000 (1955)
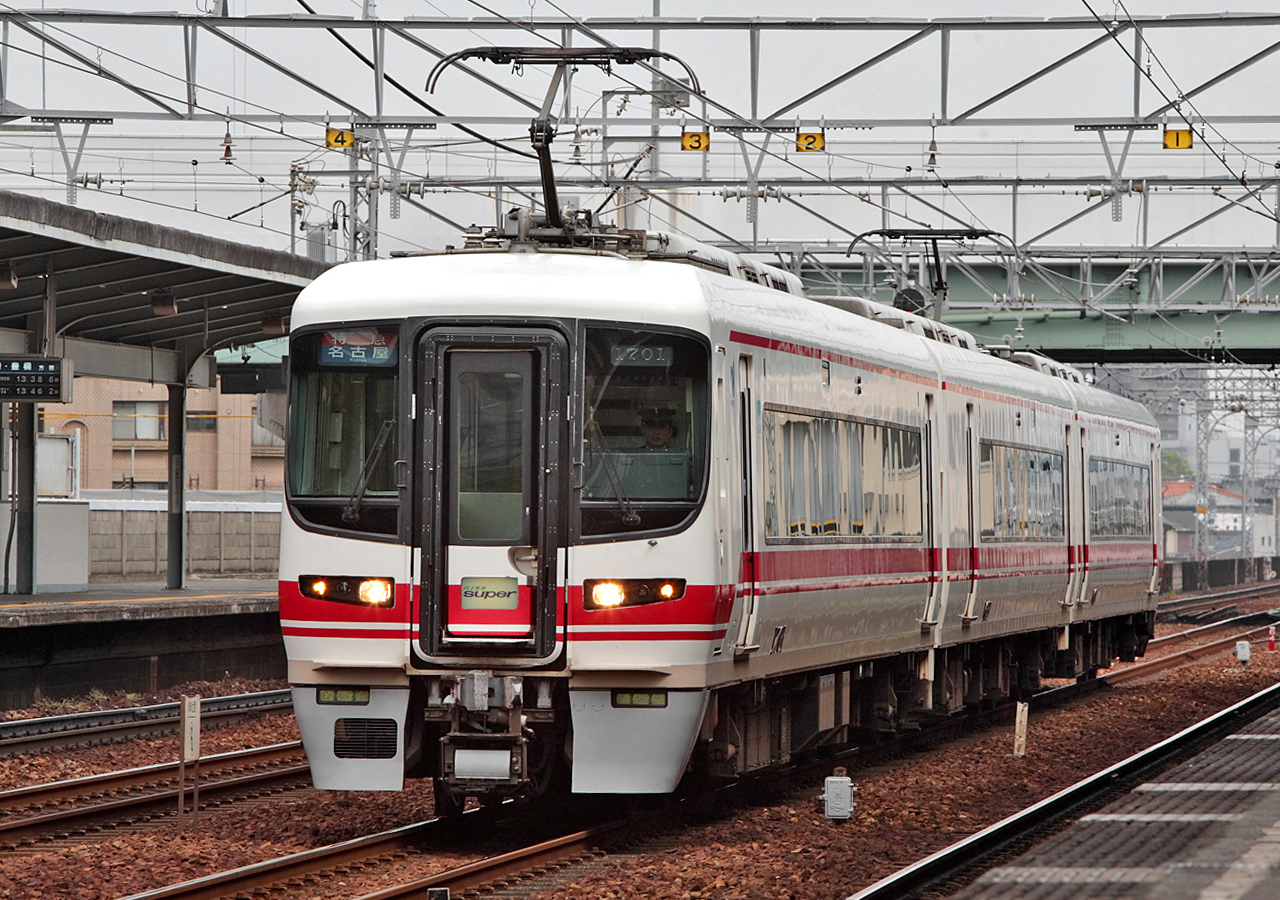
Serie 1600, in servizio dal 1999 al 2008, per essere poi diventato Serie 1700

- Locomotive elettriche
  - DeKi 300
  - DeKi 400
  - DeKi 600

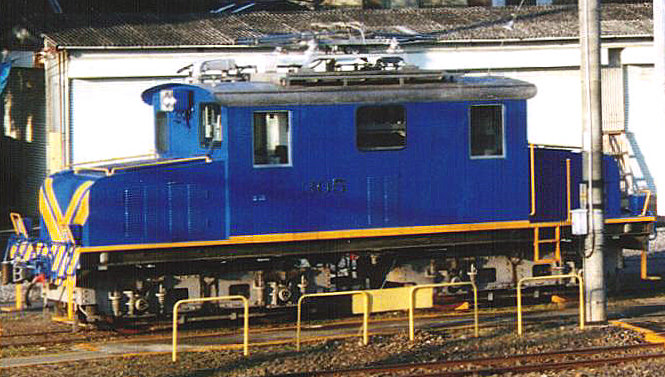
DeKi 300
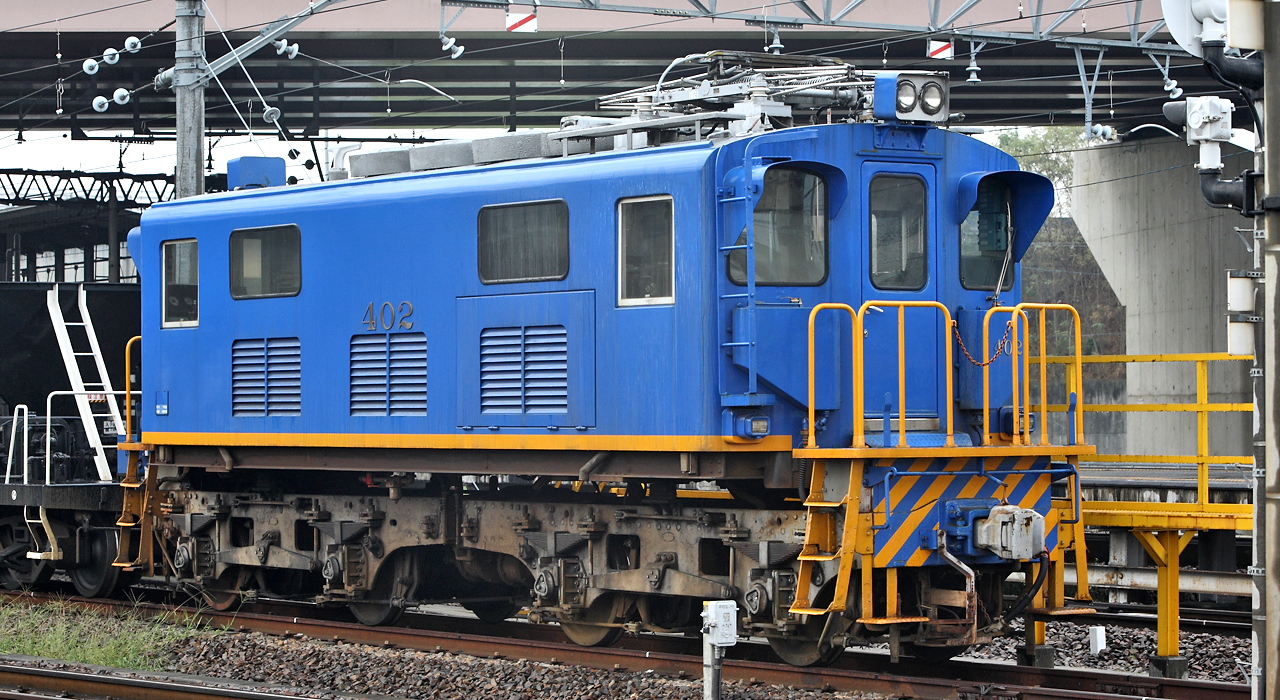
DeKi 400
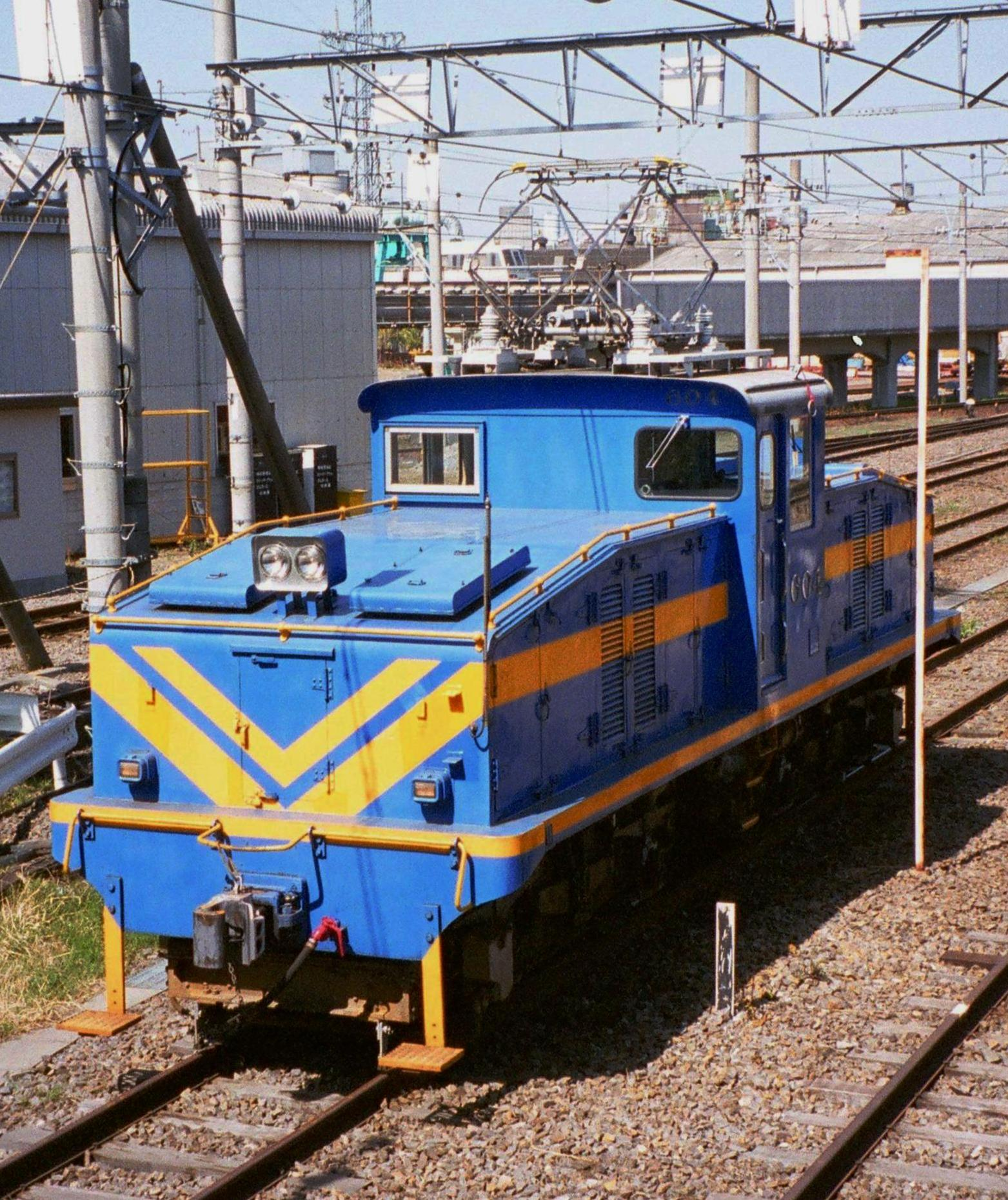
DeKi 600

## Tariffe
Di seguito sono indicati i prezzi dei biglietti sulla rete Meitetsu in base alla distanza percorsa. I prezzi per i bambini sotto i 12 anni sono la metà di quelli per adulti, arrotondati per eccesso alla decina. Prezzi aggiornati al 2006.
| Distanza    | Prezzo  | Distanza | Prezzo   | Distanza  | Prezzo   |
| ----------- | ------- | -------- | -------- | --------- | -------- |
| Fino a 3 km | 160 yen | 33 - 36  | 590 yen  | 73 - 76   | 1180 yen |
| 4           | 180 yen | 37 - 40  | 650 yen  | 77 - 80   | 1230 yen |
| 5 - 7       | 220 yen | 41 - 44  | 710 yen  | 81 - 85   | 1280 yen |
| 8           | 230 yen | 45 - 48  | 770 yen  | 86 - 90   | 1330 yen |
| 9 - 12      | 290 yen | 49 - 52  | 840 yen  | 91 - 95   | 1380 yen |
| 13 - 16     | 340 yen | 53 - 56  | 900 yen  | 96 - 100  | 1430 yen |
| 17 - 20     | 390 yen | 57 - 60  | 960 yen  | 101 - 110 | 1510 yen |
| 21 - 24     | 440 yen | 61 - 64  | 1020 yen | 111 - 120 | 1600 yen |
| 25 - 28     | 490 yen | 65 - 68  | 1080 yen | 121 - 130 | 1680 yen |
| 29 - 32     | 540 yen | 69 - 72  | 1130 yen | 131 - 139 | 1760 yen |